# اوالد میکسون
اوالد میکسون (ایسلندی: Eðvald Hinriksson; ۱۲ ژوئیهٔ ۱۹۱۱ (n.s.) – ۲۷ دسامبر ۱۹۹۳) بازیکن فوتبال اهل استونی بود.
وی همچنین در تیم ملی فوتبال استونی بازی کرده‌است.